# بيربيتوا القرطاجية ورفقاؤها
بيربيتوا، فيليسيتي، ريفوكاتوس، ساتورنينوس، سيكوندولوس وساتور (باللاتينية: Perpetua, Felicitas, Revocatus, Saturninus, Secundulus et Saturus) هم مجموعة من النساء والرجال الذين حكم عليهم بالإعدام بسبب إيمانهم المسيحي.

## التاريخ

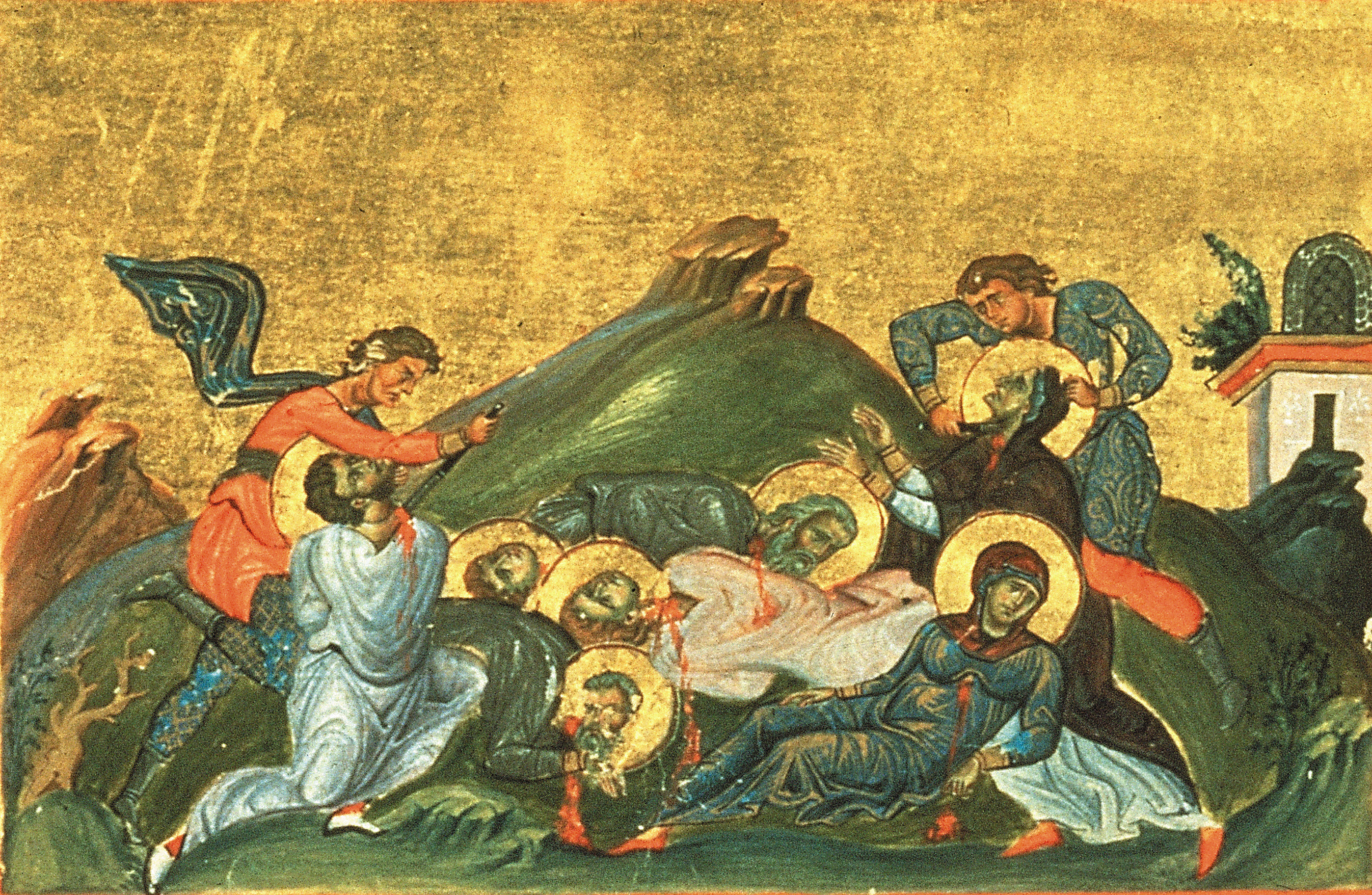
شهداء قرطاج في أيقونة تعود للقرن الحادي عشر.

كانت بيربيتوا سيدة نبيلة من عائلة وثنية، اعتنقت المسيحية مع خادمتها فيليسيتي بمعارضة شديدة من أبيها. لكنها عمدت سرا وخالفت أمر أبيها. تروي يوميات آلام القديستين بيربيتوا وفيليسيتي، التي نشرت بعد استشهادهما، كيفية موتهما. وفقا لليوميات، قبض على القديسين الخمسة وانضم إليهم القديس ساتور طواعية لرغبته في المكوث مع أصدقائه لتعزيتهم، فاحتجزوا ثم أعدموا في الألعاب العسكرية المقامة على شرف الإمبراطور سيبتيموس سيفيروس بمناسبة عيد ميلاده. إضافة إلى بيربيتوا وفيليسيتي، قتل رجلان حران هما ساتورنينوس وسيكوندولوس وعبد هو ريفوكاتوس وساتور السابق ذكره؛ كلهم كانوا مؤمنين مسيحيين. وفي السجن، تعرض المعتقلون إلى عذاب جسدي مرهق، إذ حبسوا في زنزانات ضيقة وساخنة، كما أن بيربيتوا -الأم الحديثة- كانت تحرم من الطعام أثناء فترة إرضاعها لابنها.

## التطويب
القديسون الستة مطوبون ومعلن عن قداستهم من قبل الكنائس الكاثوليكية والأرثوذكسية بشقيها الشرقي والمشرقي، ومن الكنيسة اللوثرية والاتحاد الأنجليكاني.